# Škoda MU-2
De Škoda MU-2 (MU-2/II) was een tankette welke werd ontworpen door de Tsjecho-Slowaakse firma Škoda in 1931. Van de tankette werd één prototype geproduceerd en was hiermee de eerste tank(ette) welke door Škoda werd geproduceerd. Het prototype bleek niet te voldoen en werd gesloopt.

## Geschiedenis
ČKD had in 1930 de licentie verworven voor de productie van de Carden-Loyd Mk. VI (Tančik vz.33). Om te kunnen blijven concurreren met ČKD besloot Škoda een eigen tankette te ontwikkelen. In hun ontwerp probeerden ze toe te voegen wat de vz.33 miste, een koepel. Škoda had echter nog geen enkele ervaring met het produceren van tanks. Mede daarom toonde het chassis van de MU-2 sterke gelijkenis met dat van de Carden Loyd. Het voertuig werd in 1931 geproduceerd. In de loop van 1932 werd het voertuig uitvoerig getest, maar bleek inadequaat voor zijn rol. De bepantsering had niet de gewenste dikte, de bemanning had te weinig bewegingsruimte en de rijeigenschappen waren ondermaats. Het Tsjecho-Slowaakse leger was na de tests niet geïnteresseerd in het voertuig en het werd in 1933 gesloopt.

## Ontwerp
Het chassis was in principe gelijk aan de Carden Loyd, maar de romp was anders vormgegeven en het meest merkbare verschil was de aanwezigheid van een toren, die overigens niet volledig kon roteren. De bewapening bestond uit één Schwarzlose vz.7/24 machinegeweer welke in de koepel was gemonteerd. De dikte van het pantser was 5,5 mm en de onder- en bovenplaten waren 4 mm dik.